# Trypogeus barclayi
Trypogeus barclayi är en skalbaggsart som beskrevs av Antonio Vives 2007. Trypogeus barclayi ingår i släktet Trypogeus och familjen långhorningar.
Artens utbredningsområde är Brunei. Inga underarter finns listade i Catalogue of Life.